# Michael Hashim
Michael Hashim (* 9. April 1956 in Geneva, New York) ist ein US-amerikanischer Musiker (Alt- und Sopransaxophon) des Modern und Mainstream Jazz sowie Komponist.

## Leben und Wirken
Hashim fing als Schüler an, Saxophon zu studieren. Er studierte am Hobart College, wo er 1973/74 sein eigenes Trio mit Phil Flanigan und Chris Flory bildete. 1974 wirkte er am Creative Musicians´ Workshop mit, wo er mit Avantgarde Jazz und Postbop-Musikern wie Dave Holland, Lee Konitz, Leroy Jenkins und Milford Graves zusammenarbeitete. Von 1976 an war er bis 1992 Leiter des Widespread Depression Orchestra, das zunächst von Providence (Rhode Island) aus operierte, wo er ab 1975 wohnte. Später ließ er sich in New York City nieder und nahm Unterricht bei Jimmy Lyons, Andy McGhee und Phil Woods. Außerdem arbeitete Hashim mit einer Reihe von Blues-Musikern zusammen, wie Muddy Waters (1976), Sonny Greer (1878) und Clarence Gatemouth Brown (1986). Seit 1979 leitete er sein eigenes Quartett und arbeitete mehrere Jahre mit dem Pianisten Mike LeDonne zusammen. Mit dem Pianisten Jimmy Rowles entstand 1983 das Album The Peacocks (für das Label Stash). Im Jahr 1992 war Hashim Mitglied der ersten US-amerikanischen Band, die seit 1949 nach China reiste. Gegenwärtig (2019) spielt er bei Phillip Johnston & The Silent Six.
Hashim wirkte zudem als Komponist für  Film, TV und Tanzaufführungen. Für die Label Stash, 33 und Hep nahm er seit Anfang der 1990er Jahre eine Reihe von Alben auf, an denen außer LeDonne die Musiker Claudio Roditi, David Newton, Dennis Irwin und Peter Washington mitwirkten.
Hashim gilt als für Richard Cook und Brian Morton als moderner Repertoire-Spieler des klassischen Jazz und seiner Standards, wie von Billy Strayhorn (Multicoloured Blue) oder auch Kurt-Weill-Interpretationen (Green Up Time). Stilistisch orientiert er sich dabei an den großen Swingsaxophonisten wie Johnny Hodges oder Benny Carter.

## Diskographische Hinweise
Als Leader
- 1990 – Lotus Blossom (Stash)
- 1991 – A Blue Streak (Stash)
- 1992 – Guys and Dolls (Stash)
- 1994 – Transatlantic Airs (33 Records)
- 1996 – Keep s Song in Your Soul (Hep)
- 1998 – Multicoloured Blue (Hep)
- 2001 – Green Up Time (Hep)

Mit dem Whitespread Depression Orchestra
- Downtown Uproar / Boogie in the Barnyard (Stash, 1979/80)
- Time to Jump and Shout (Stash, ca. 1981)